# Philippe Grangeon
Pour les articles homonymes, voir Grangeon.
Philippe Grangeon, né le 26 avril 1957 à Suresnes, est un ancien cadre communicant et conseiller politique.
Collaborateur, dans les années 1990 et 2000, de différentes personnalités du Parti socialiste et de Nicole Notat à la CFDT, il est membre du premier cercle d'Emmanuel Macron lorsque celui-ci est ministre de l'Économie, et dans le même temps conseiller de François Hollande. 
Membre du bureau exécutif de La République en marche (LREM) depuis 2017, il en est le délégué général par intérim pendant quelques semaines à l'automne 2018, après la démission de Christophe Castaner. Il est conseiller spécial d'Emmanuel Macron de février 2019 à septembre 2020 dans le cadre d'un mi-temps non salarié.
Le 29 novembre 2021, le conseil d‘administration du musée Rodin a élu à l’unanimité Philippe Grangeon en tant que président de ce conseil pour un mandat bénévole de trois ans .

## Famille et jeunesse
Né le 26 avril 1957 à Suresnes, il a grandi dans une cité HLM du Val-d’Oise.

## Activités professionnelles
Philippe Grangeon est titulaire d'un DEUG en histoire. Il fait ses débuts comme journaliste.
Exerçant à titre gratuit ses interventions de conseiller politique, il occupe par ailleurs des responsabilités de cadre supérieur dans la communication.
Dans un premier temps directeur général adjoint de l'Office d'annonces (ODA), il est alors membre du directoire chargé de la communication, de l'innovation et du marketing direct. En 1992, il rejoint le groupe La Poste en tant que directeur de la communication, membre du conseil de direction générale et du conseil exécutif. 
Entre 1994 et 1998, il est administrateur des éditions La Découverte-Syros, puis il est nommé président-directeur général de Mediapost, de 2000 à début 2004. 
En avril 2004, il intègre Capgemini et devient directeur de la communication de ce groupe de services informatiques. Il prend en 2017 sa retraite professionnelle.
En décembre 2017, il devient président de Paris&Co, l’agence de développement économique et d’innovation de Paris, succédant à Didier Guillot.

## Parcours politique et syndical

### Débuts
Il milite à la Ligue communiste révolutionnaire durant ses années d'université à Villetaneuse. 

### Collaborateurs de personnalités du PS et de Nicole Notat à la CFDT
Il exerce plusieurs années en cabinet ministériel pour des ministres socialistes. Il débute en 1984, comme chargé de mission communication et presse du ministre de l'Urbanisme et du Logement et des Transports Paul Quilès, puis son successeur, Jean Auroux, au ministère de l’Urbanisme, du Logement et des Transports. Il conseille de nouveau Paul Quilès entre 1988 et 1990 au ministère des Postes, des Télécommunications et de l’Espace.
Il exerce ensuite des missions à la CFDT, recommandé par Martine Aubry. Secrétaire confédéral de 1994 à 1998, il est alors communicant de Nicole Notat, notamment lors dans la crise des grèves de 1995.  En 2000, il conseille également Florence Parly, alors secrétaire d'État au Budget. ainsi que Dominique Strauss-Kahn et Christian Sautter, alors ministres de l'économie dans le gouvernement de Lionel Jospin.
Il rejoint l'équipe de Bertrand Delanoë en vue de la préparation des élections municipales de 2001.

### Cadre de La République en marche
Philippe Grangeon est membre dès la fin de l'année 2015 de l'équipe qui prépare le lancement de la candidature d'Emmanuel Macron, alors ministre de l'Économie. Parallèlement, il conseille le président François Hollande, formant un tandem de conseillers politiques avec le communicant Robert Zarader. Il convainc Emmanuel Macron de mettre Richard Ferrand à la tête d'En marche à l'été 2016, et rencontre Édouard Philippe avant le premier tour de l'élection présidentielle et entre les deux tours.
Candidat aux sénatoriales de septembre 2017 pour La République en marche, il échoue à être élu.
En décembre 2017, il intègre le bureau exécutif de LREM.
En octobre 2018, après la démission de Christophe Castaner, il est nommé délégué général par intérim pour une période de six semaines de La République en marche. Pour l'élection de son successeur, il œuvre au rapprochement entre Stanislas Guerini, élu, et Pierre Person, candidat avant de se retirer et d'être désigné délégué général adjoint.

### Conseiller spécial d'Emmanuel Macron
Selon les sources, il est conseiller spécial d'Emmanuel Macron à partir de décembre 2018,,. Il le devient officiellement, chargé de la stratégie politique, le 4 février 2019, dans le cadre d'un mi-temps non salarié. Il dispose d'un bureau au palais de l'Élysée et emménage, en juin 2019, dans le bureau du 4e étage qu'occupait Emmanuel Macron sous François Hollande. On lui attribue le choix de Nathalie Loiseau comme tête de liste LREM pour les élections européennes de 2019, et le ralliement de l'écologiste Pascal Canfin. À l'Élysée, il s'est entouré d'un trio composé de Jérôme Peyrat, sarkoziste, Maxence Barré, expert de la macronie, et Julien Autret, spécialiste du Sénat et des Socialistes. Selon Le Point, il est opposé à l'institution d'un « âge pivot » dans la réforme des retraites, qui est retenue dans le projet de loi.
Il prépare son départ de l'Élysée début 2020 : il déclare que cette décision n'a « rien de politique », serait liée à son envie de « faire plein d'autres choses », et qu'il reste « attaché au succès du quinquennat ». En juin 2020, il confirme qu’il quittera ses fonctions à la mi-septembre pour « prendre sa retraite », mais précise qu'il « [continuera] à contribuer autant que possible à la réussite du projet présidentiel ».

## Décorations
- Chevalier de la Légion d'honneur[9].